# Malalakoppa, Shimoga
Malalakoppa là một làng thuộc tehsil Shimoga, huyện Shimoga, bang Karnataka, Ấn Độ.